# Rue Fabre-d'Églantine
La rue Fabre-d'Églantine est une voie située dans le quartier de Picpus dans le 12e arrondissement de Paris.

## Situation et accès

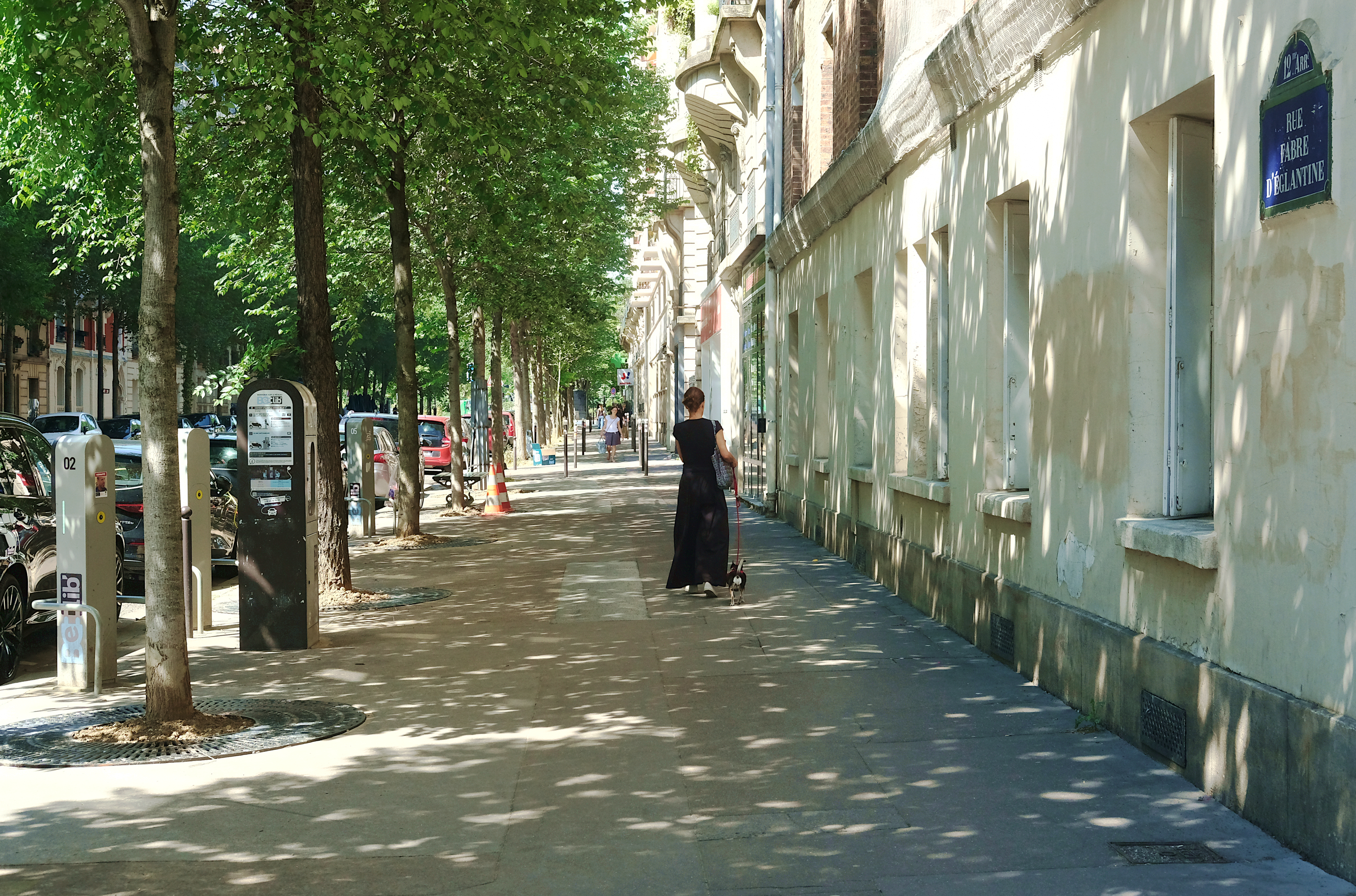
La rue Fabre-d'Églantine en juin 2024.

La rue débouche sur la place de la Nation.
La rue Fabre-d'Églantine est desservie par les lignes 1, 2, 6 et 9 à la station Nation.

## Origine du nom

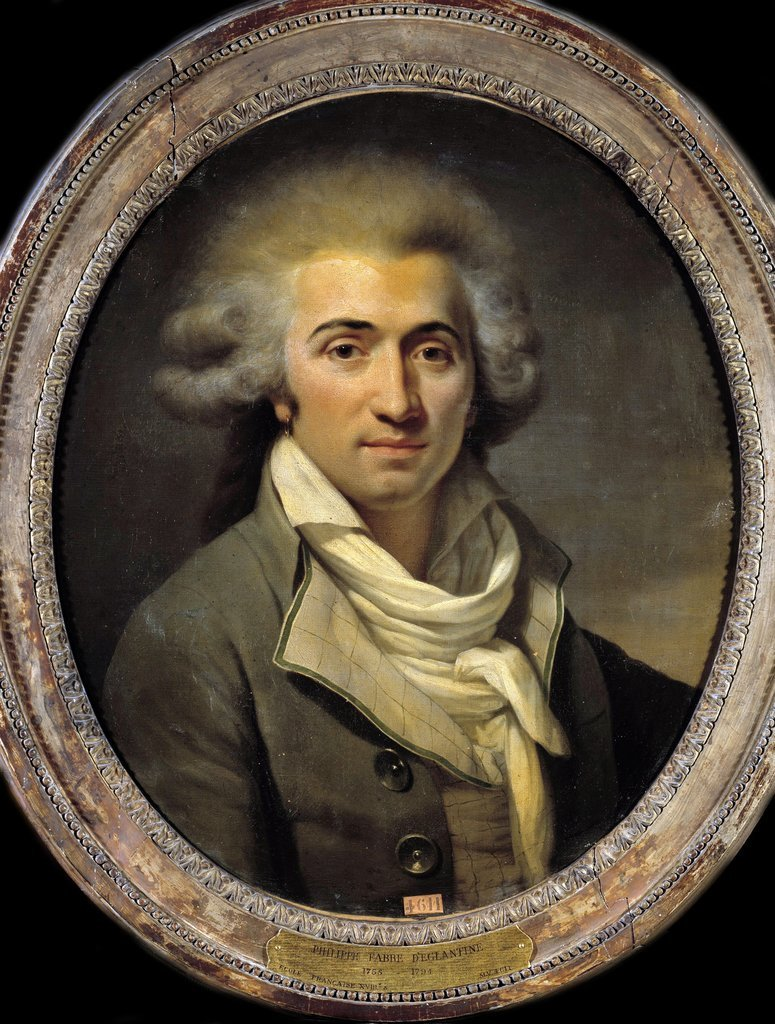
Fabre d’Églantine.

Elle porte le nom du poète et membre de la Convention nationale, Fabre d'Églantine (1755-1794), en raison de la proximité de la place de la Nation.

## Historique
Cette rue, ouverte et classée par décret du 24 janvier 1888, a reçu sa dénomination actuelle par arrêté du 10 novembre 1885.

## Bâtiments remarquables et lieux de mémoire
- No 9 : immeuble de rapport construit en 1896 par l'architecte G. Lobbée en style éclectique[2]. Sa façade en briques et pierres s'inspire du style néo-Louis XIII, tandis que la riche décoration est nettement néogothique. Les fenêtres du deuxième au cinquième étage des deux travées centrales, en légère saillie, sont encadrées de motifs sculptés variés : les consoles sous le deuxième étage sont ornées d'animaux mythologiques, et leur linteau d'une tête de fou. Des statues, dans des niches surmontées de fleurons, entourent les fenêtres du troisième étage. Le rez-de-chaussée en pierre de taille est séparé du premier étage par une étroite frise sculptée de grotesques. La porte d'entrée en bois, qui possède une imposte en anse de panier, est percée de longues ouvertures rectangulaires à sommet trilobé, vitrées et protégées par des grilles en fer forgé. La porte est surmontée d'un tympan à arc en tiers-point, soutenu de part et d'autre de la porte par une colonne cylindrique à chapiteau à feuillage, et décoré d'un bas-relief représentant un alchimiste méditant, un chien à ses pieds, devant une cornue en train de chauffer. L'immeuble est inscrit sur la liste des protections patrimoniales du 12e arrondissement[3].

Derrière le bâtiment sur rue, séparés par des courettes, se succèdent deux autres immeubles. La façade arrière du troisième donne sur la rue Jaucourt.

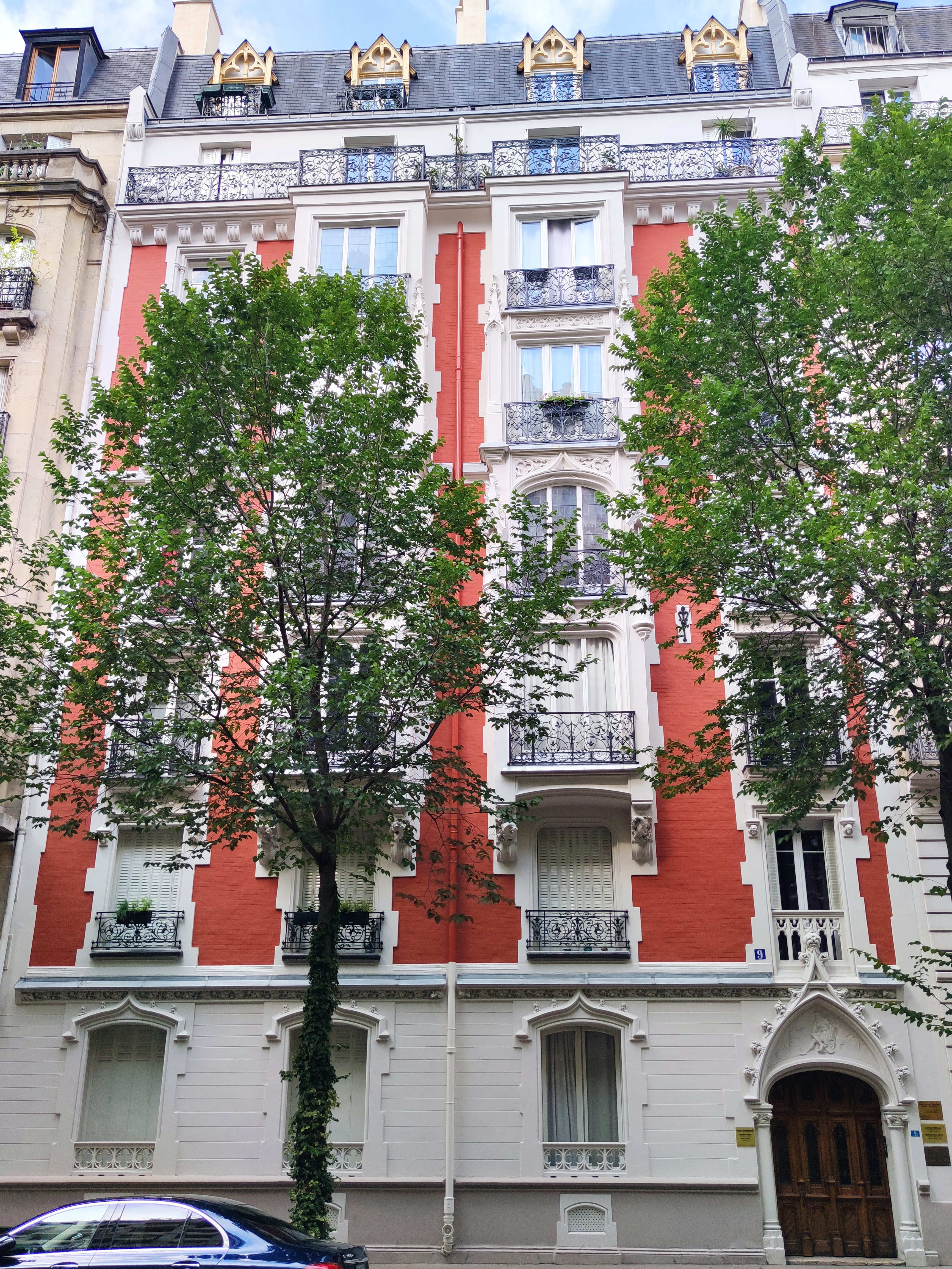
Vue générale de l'immeuble.
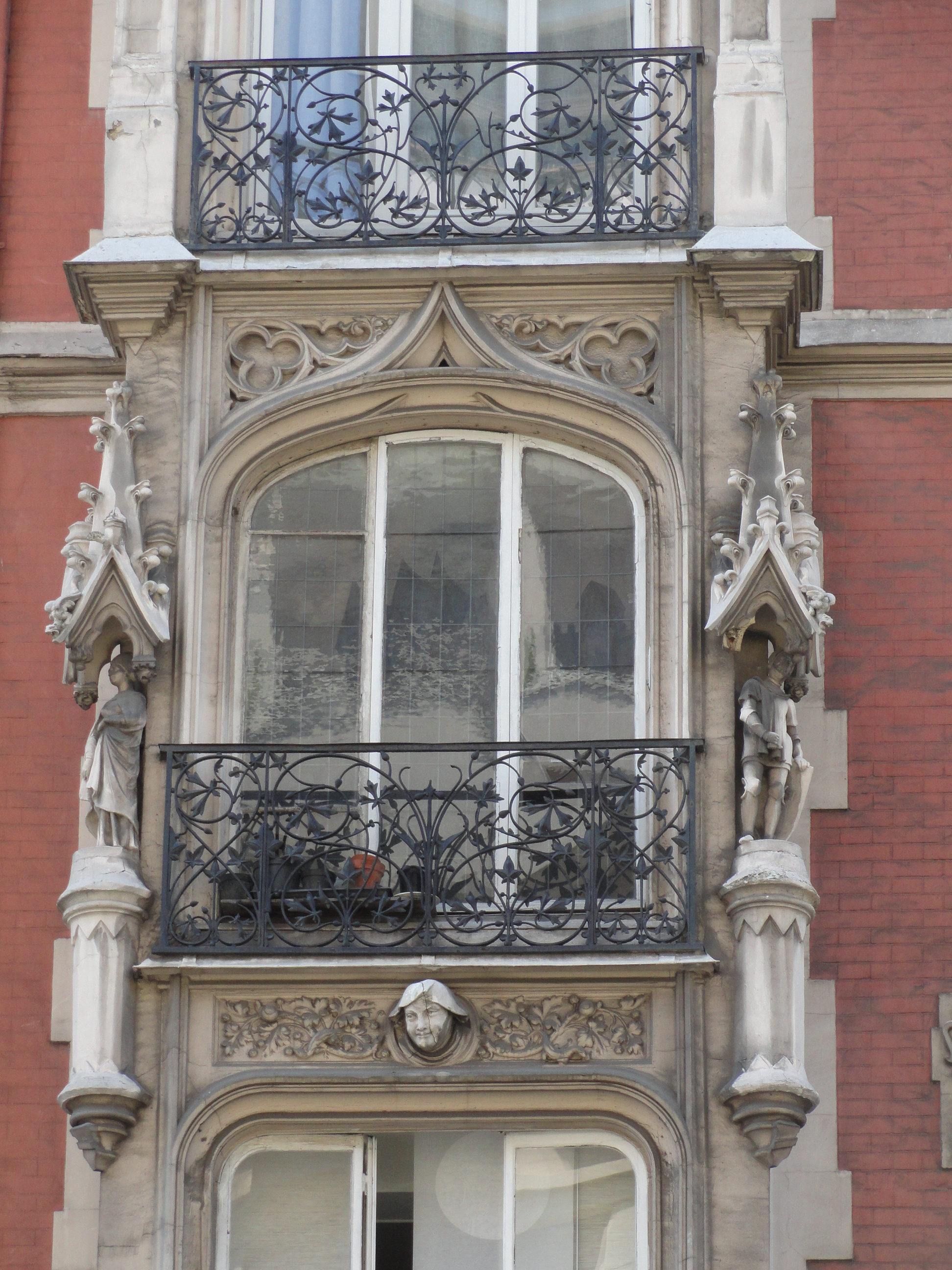
Détail de la fenêtre du troisième étage.
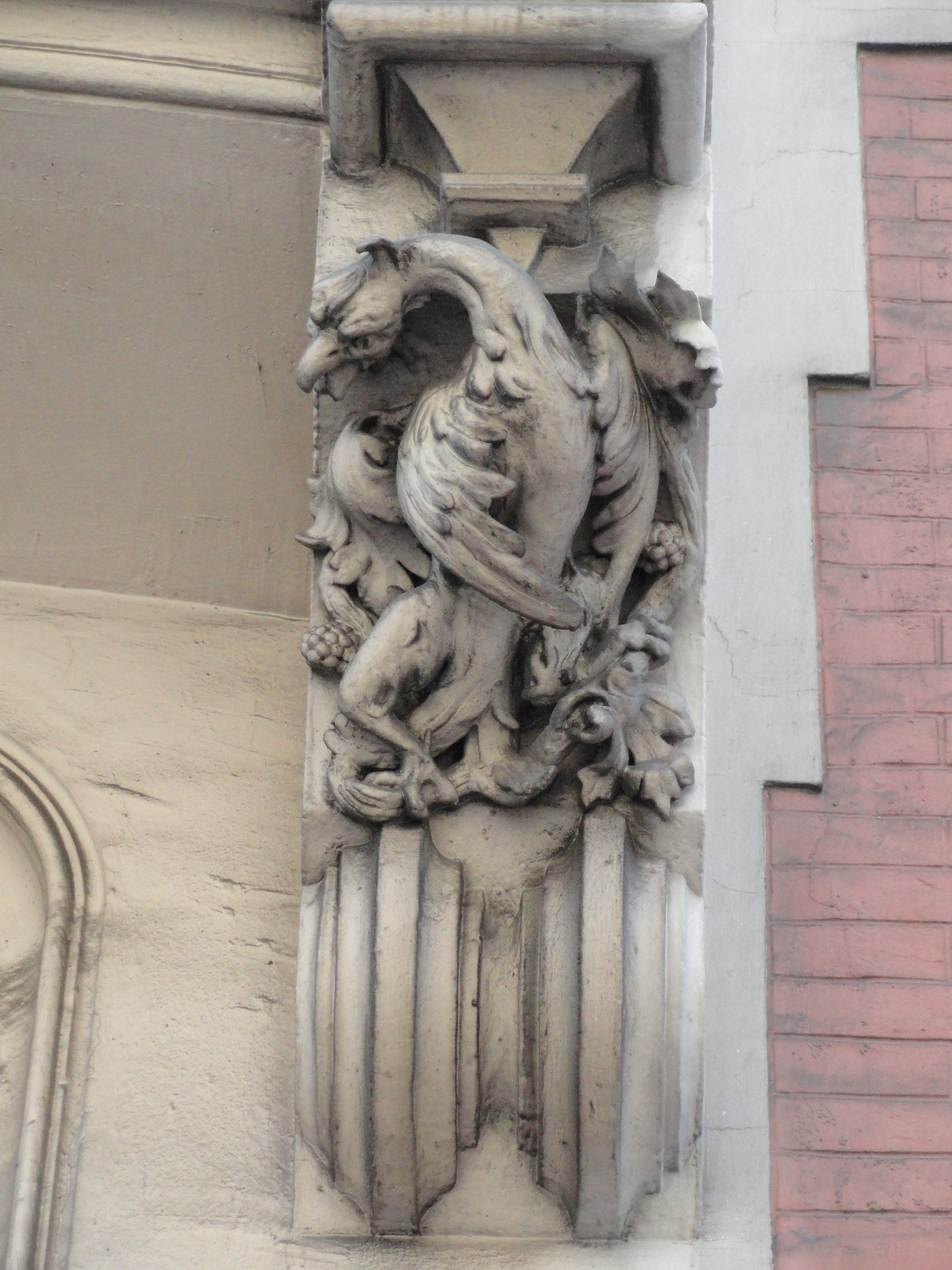
Animal mythologique sur la console du deuxième étage.
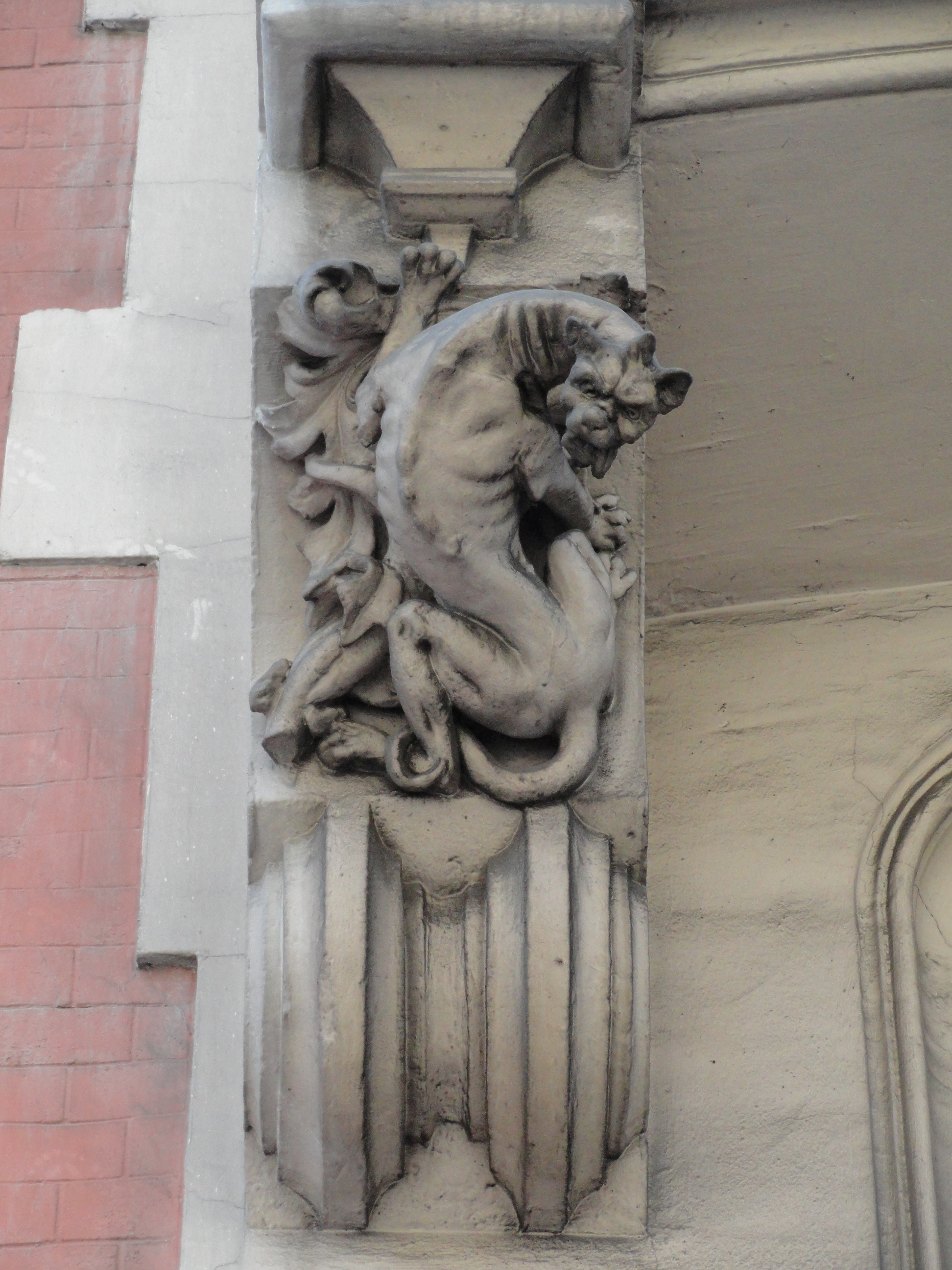
Animal mythologique sur la console du deuxième étage.
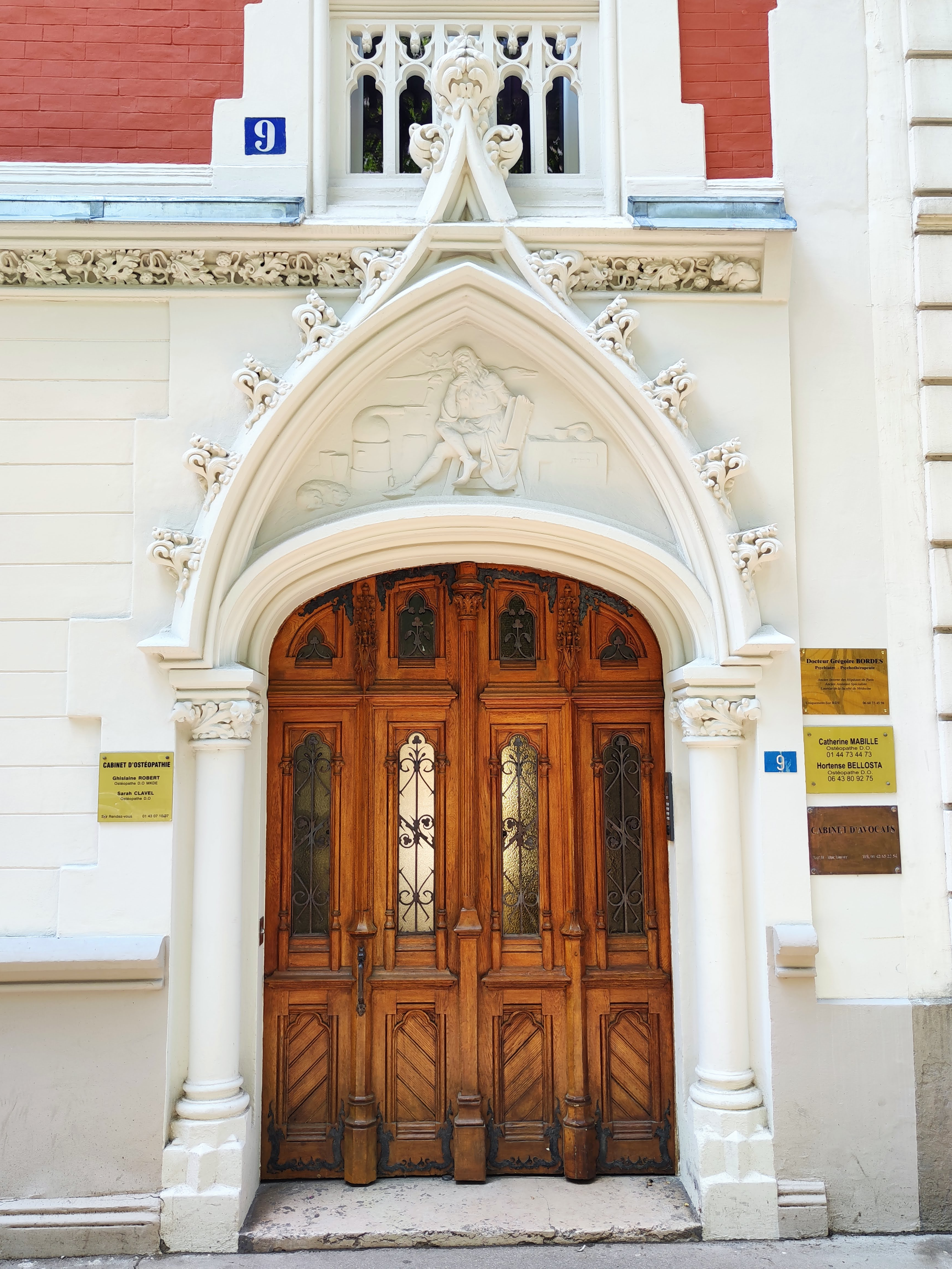
La porte de l'immeuble avec son tympan sculpté.